# Alfianello
Alfianello (lombardul: Alfianèl) település Olaszországban, Lombardia régióban, Brescia megyében. Lakosainak száma 2327 fő (2023. január 1.). Alfianello Corte de’ Frati, Milzano, Pontevico, San Gervasio Bresciano, Scandolara Ripa d’Oglio és Seniga községekkel határos.

## Népesség
A település népessége az elmúlt években az alábbi módon változott:
| Lakosok száma | 2494 | 2448 | 2327 |
|               | 2017 | 2018 | 2023 |